# Longiperna heliaca
Longiperna heliaca is een hooiwagen uit de familie Gonyleptidae.